# Vincas Kudirka
Vincas Kudirka, född 31 december 1858, död 16 november 1899, var en litauisk poet och doktor och kompositör till den litauiska nationalsången Tautiška giesmė. I Litauen betraktas han som nationalhjälte.